# Contraexemplu
În logică, și în special în aplicațiile sale de care se leagă însăși existența sa, matematica și filozofia, un contraexemplu este o excepție a unei legi generale propuse. 
- Logica formală, aplicată unei propoziții afirmative, poate avea următoarea traiectorie.

- De exemplu, se consideră afirmația "toți elevii sunt leneși". Pentru că această propoziție spune că o proprietate (aceea de a fi leneș) este aplicabilă pentru toți elevii, trebuie doar un exemplu, și numai unul, care să o declare falsă. Deci, fiecare exemplu concret de elev care nu este leneș este un contraexemplu, și în același timp, un element esențial al demonstrării falsității afirmației inițiale.
- Dacă, în schimb se consideră afirmația "unii elevi sunt leneși" atunci existența oricărui exemplu concret al unui elev anume, care este harnic, deși rămâne în categoria contraexemplului, nu este suficient, în sine, pentru a demonstra falsitatea afirmației inițiale.

- În gramatica limbii române se poate găsi un alt tip de contraexemplu.

- Dacă se studiază, de pildă, adjectivele și adverbele în limba română se constată că, în imensa majoritate a exemplelor concrete a adjectivelor și adverbelor, ele sunt identice ca formă. Mai exact, adverbul corespunzător unui adjectiv este identic cu forma masculină a adjectivului, la singular.

- "Cântecul este frumos, dar și cântăreața îl cântă frumos." Primul cuvânt frumos, determinând un substantiv, cântec, este un adjectiv, al doilea cuvânt frumos, caracterizând un verb, cântă, este un adverb.
- Totuși adjectivului bun (bun, bună, buni, bune) îi corespunde adverbul bine. Astfel propoziția anterioară devine "Cântecul este bun, dar și cântăreața îl cântă bine."

- Perechea adjectiv/adverb bun/bine este un contraexemplu al regulii generale că în limba română adjectivele și adverbele au aceeași formă, respectiv adverbul are forma adjectivului corespunzător, masculin singular.